# Xysticus ferruginoides
Xysticus ferruginoides är en spindelart som beskrevs av Schenkel 1963. Xysticus ferruginoides ingår i släktet Xysticus och familjen krabbspindlar. Inga underarter finns listade i Catalogue of Life.